# Sam Mewis
Samantha "Sam" Mewis, född den 9 oktober 1992, är en amerikansk fotbollsspelare som spelar för North Carolina Courage i USA.
Mewis ingick i USA:s lag under VM i Frankrike 2019 och gjorde två mål i premiärmatchen mot Thailand.